# Sint-Joriskathedraal (Georgetown)
De Sint-Joriskathedraal (Engels: St. George's Cathedral) is een anglicaanse kathedraal in Georgetown, de hoofdstad van Guyana. De kathedraal is de zetel van de bisschop van Guyana.

## Geschiedenis
In 1811 werd de bouw van een kapel, genaamd de Sint-Joriskerk (Engels: St. George’s Church), voltooid. Deze kapel was, evenals de latere en huidige kathedraal, gemaakt van hout. Al in 1818 bleek het gebouw te klein. Een nieuw, stenen gebouw werd gemaakt. Deze tweede kerk hield dezelfde naam als de eerste. In 1842 werd de kerk tot kathedraal gewijd. In 1877 moest het gebouw afgebroken worden vanwege gevaar door te zwakke fundamenten. In datzelfde jaar werd een tijdelijke kerk gebouwd, in afwachting van een nieuwe, permanente kathedraal. In 1888 werden de tekeningen van architect Sir Arthur Blomfield voor een houten kerkgebouw in gotische stijl goedgekeurd, nadat een eerder plan van dezelfde architect voor een stenen kerk met in totaal drie torens was afgewezen. Een dergelijke constructie zou te zwaar en te duur zijn geworden. In 1894 werd de bouw van de nieuwe kerk voltooid. In hetzelfde jaar volgde de inwijding van de kerk als kathedraal.